# ترابط مؤلم
الترابط المؤلم أو الترابط الجارح أو الترابط الصادم (بالإنجليزية: Traumatic bonding)‏ هو نوع من الترابط الذي يحدث نتيجة لدورات مستمرة من الإساءة، حيث يقوم التعزيز المتكرر للمكافأة والعقاب بخلق روابط عاطفية قوية مقاوِمة للتغيير.

## التعريفات
وضع باتريك كارنيس (Patrick Carnes) مصطلح الترابط المؤلم لوصف «إساءة استخدام الخوف والإثارة والمشاعر الجنسية وعلم وظائف الأعضاء الجنسية لتضمين شخص آخر». وهناك تعريف أبسط وأكثر شمولية هو أن الترابط الصادم: «ارتباط عاطفي قوي بين المعتدِى والمعتدَي عليه، والذي شكل نتيجة لدورة الإساءة».

## الروابط الصحية
يُعتبر الترابط أمر طبيعي وارد الحدوث بين الناس في شكل علاقة شخصية تنمو مع مرور الوقت، ويتم تعزيزها من خلال القيام بالأشياء معا، والمشاركة في أحداث الحياة الكبرى معا، ومجاراة الأوقات الجيدة والسيئة معا.

## في العلاقات المسيئة
تحدث الترابطات غير الصحية، أو الترابطات الصادمة أو المؤلمة بين الناس كأحد مكونات العلاقة المسيئة. وتكون هذه الترابطات المؤلمة أقوى بالنسبة للأشخاص الذين نشأوا في الأسر المسيئة، لأنه يبدوا بالنسبة لهم أن الترابطات المسيئة هي جزء طبيعي من العلاقات. وكلما استمرت العلاقة، كلما كان من الصعب على الضحية أن ترحل وتترك المعتدي الذي ارتبطت به.